# Hammond (Maine)
Hammond város az USA Maine államában, Aroostook megyében. Lakosainak száma 91 fő (2020. április 1.).

## Népesség
A település népességének változása:

| 2010 | 118 |
| 2020 | 91  |